# 5644 Maureenbell
5644 Maureenbell este un asteroid din centura principală de asteroizi.

## Descriere
5644 Maureenbell este un asteroid din centura principală de asteroizi. A fost descoperit pe 22 august 1990 la Observatorul Palomar de Henry E. Holt. Asteroidul prezintă o orbită caracterizată de o semiaxă mare de 3,13 ua, o excentricitate de 0,11 și o înclinație de 14,3° în raport cu ecliptica.